# Päijänne
Päijänne (ˈpæi(j)ænːe) (tidigare på svenska Päjäne) är en sjö i landskapet Mellersta Finland och Päijänne-Tavastland. Sjön är den näst största i Finland och har en yta på 1 080 km². Längden på sjön är 119 km (längsta sjön i Finland), och den största bredden är 28 km.
Päijänne är Päijänne-Tavastlands landskapssjö.

## Geografi
Päijänne är den näst största sjön i Finland; Enare träsk är något mindre och Saimen större. Päijänne utgör en del av Kymmene älvs vattendrag. Sjön avrinner i söder via Kalkisforsen till sjön Ruotsalainen och vidare genom Kymmene älv till Finska viken.
I Päijänne finner man det största finländska insjödjupet på 95 m. Djupet ligger i fjärden Ristinselkä i norra Päijänne invid Rappukallio i Toivakka kommun. Djupet är markerat med ett speciellt sjömärke både på fjärden och på sjökortet över Päijänne. Medeldjupet i Päijänne är i genomsnitt 16,2 meter.
Vattennivån är i genomsnitt 78,39 m ö.h, med en årlig variation mellan 77,94 och 78,83 m ö.h. Vattenståndet är som lägst i april och som högst under midsommaren.
De största öarna i Päijänne är (från söder till norr) Salonsaari (i Asikkala), Virmailansaari (i Padasjoki), Judinsalo och Onkisalo (i Luhanka), Muuratsalo (ligger delvis i Muurame och delvis i Jyväskylä [före 1993 delvis i Säynätsalo]) samt Vuoritsalo (i Jyväskylä, före 2009 i Jyväskylä landskommun).

## Historia

### Från en vik till en insjö
Päijänne var en vik i Ancylussjön efter att inlandsisen drog sig tillbaka vid slutet av den senaste istiden. Landhöjningen gjorde viken senare till en egen sjö. Vattnet ur den forna Päijänne rann av norrut över Muurasjärvi, Iso-Kotajärvi samt älven Hinkuanjoki (i Pyhäjärvi) till Kalajokidalen, som då var en vik i Bottniska viken. Det antas att vattnet från Saimen rann av till Päijänne under samma tidsperiod. Landhöjningen var starkare norrom och i de norra delarna av Päijänne. För ca 6 200 år sedan blev Suomenselkä en vattendelare och vattennivån i de södra delarna av Päijänne steg. Vattenmassorna trängde igenom Stängselåsen och började istället rinna av söderut, antagligen till en början över Mäntyharjuleden. Idag rinner vattnet av över Vuolenkoski och Kymmene älv till Finska viken.

### Etymologin bakom namnet Päijänne
Päijänne torde vara ett av de äldsta ortnamnen i Finland. Språkforskare har försökt ge olika förklaringar på namnet men man vet inte vilken förklaring som är den relevanta. Oklart är även från vilket språk namnet härstammar. Det kan vara av samiskt ursprung och härstamma från den tiden då samerna ännu levde i södra och mellersta Finland. 

## Vattenkvalitet
Päijännes vattenkvalitet är god och vattnet i den södra delen kan drickas utan beredning. Den industriella belastningen var som störst åren 1960–1985, men sedan dess har vattenkvaliteten förbättrats. Vattnen i norra Päijänne har påverkats av industrierna i Äänekoski samt Lievestuore sulfitcellulosafabrik och Kangas pappersbruk i Jyväskylä, centrala Päijänne har å sin sida påverkats av industrierna i Jämsä älvdal. Kvaliteten förbättrades mycket i mitten på 1980-talet när de striktare utsläppsreglerna gjorde att man var tvungen att förbättra reningen vid Metsä-Botnia i Äänekoski. 
De striktare reglerna var delvis resultatet av den namnlista på 140 000 underskrifter som folkrörelsen Päijänne puhtaaksi  lyckades samla ihop för att påtvinga industrierna effektivare rening av sitt utsläppsvatten. Namnlistan överlämnades till inrikesminister Matti Ahde 1983. Högsta domstolen slog 1985 fast de striktare reglerna. Den finländska huvudstadsregionens dricksvatten leds från södra Päijänne, från Asikkala, längs Päijännetunneln till Sillböle bassäng i Vanda.

## Nationalpark

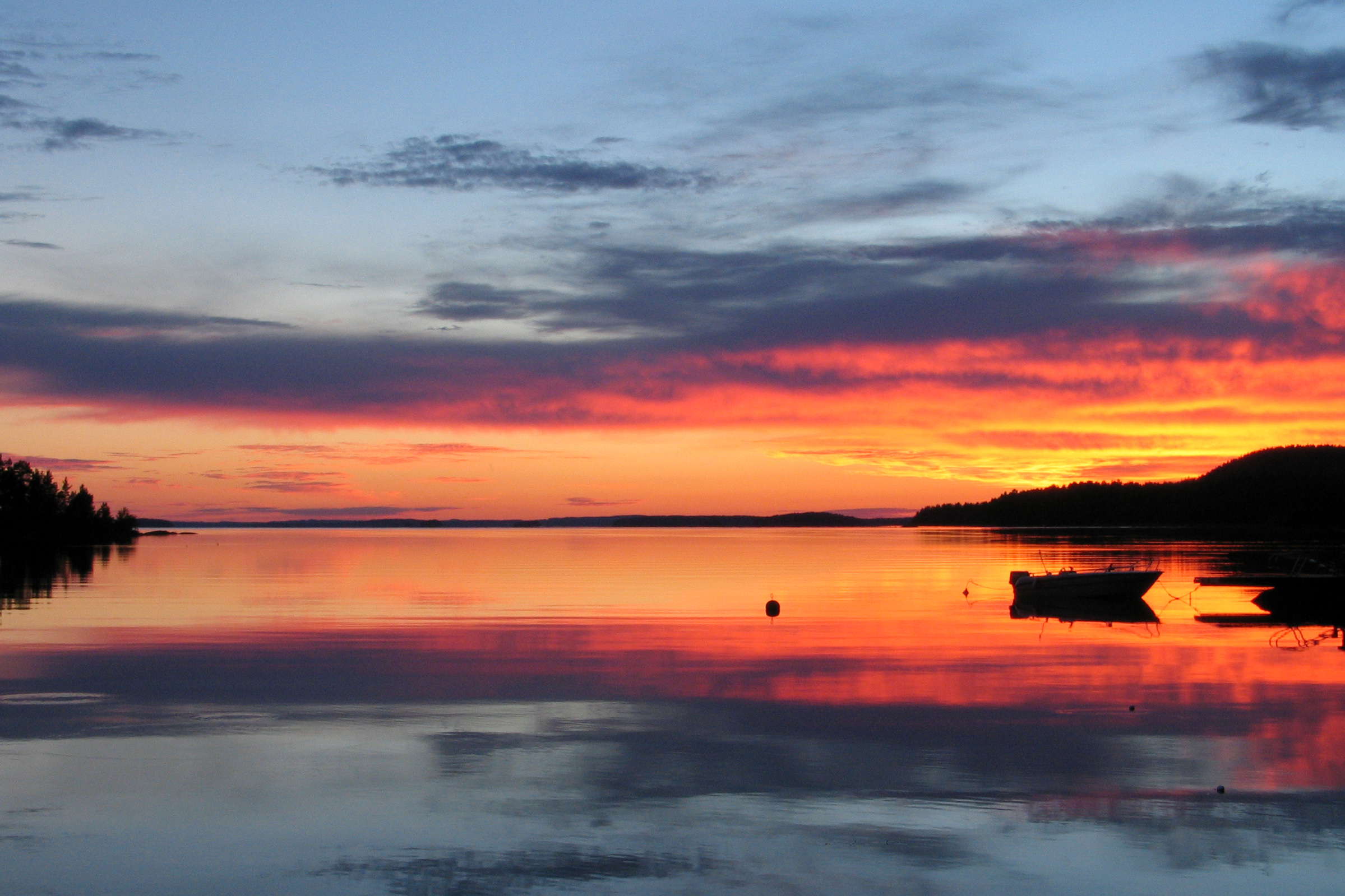
Päijänne i Sysmä kommun. I förgrunden den största fjärden Tehinselkä. Till höger syns ön Päijätsalo, som delvis hör till Päijänne nationalpark.

I södra delen av Päijänne finns Päijänne nationalpark som befinner sig på kommunerna Padasjokis, Asikkalas och Sysmäs områden. Kärnområdet i nationalparken är Kelvenneåsen, som löper i syd-nordlig riktning, är 8 km lång och 50–800 m bred. De skyddade lagunsjöar som bildas av åsen är populära båtutflyktsplatser.

## Kanaler
Päijänne har kanalförbindelse mot Keitele i norr längs den år 1993 färdigställda Keitele kanal, mot Vesijärvi vid Lahtis i söder längs den år 1871 ibruktagna Vääksykanalen samt till sjön Ruotsalainen vid Heinola längs den år 1878 färdigställda Kalkkinen kanal. Man byggde en helt ny kanal vid Kalkkis år 1964. 
Man har länge planerat att förena Kymmene älvs vattendrag med en ny kanal till havet, men dessa planer har än så länge inte genomförts. Ett alternativ skulle vara att förbinda via Keitele, det vill säga den så kallade Savolaxkanalen, eller från Päijännes södra ände med den så kallade Mäntyharjukanalen till Saimen, varvid en förbindelse till havet skulle gå längs Saima kanal. Ett tredje alternativ skulle vara att förbinda Päijänne direkt till Finska viken med kanaler till Kymmene älv.

## Båttrafik
Päijänne är ett populärt båtutflyktsmål: man kan ta sig från Lahtis ända till norra delen av Mellersta Finland och Pielavesi i Savolax. 
Ett av de största båtevenemangen i Finland, Päijännepurjehdus seglas varje juli från ena änden av sjön till den andra änden. Rutten går från Padasjoki till Jyväskylä, starten sker vartannat år från söder (Padasjoki) och vartannat år från norr (Säynätsalo i Jyväskylä). I segeltävlingen deltar årligen omkring 180 kölbåtar och cirka tusen seglare.

## Källhänvisningar
1. 1 2 3  "Päijänne". NE.se. Läst 11 augusti 2014.
2. ↑  "Lakeland". Discoveringfinland.com. Läst 11 augusti 2014. (engelska)
3. ↑  ”Landskapssjöarna har utsetts”. Finlands miljöcentral. 12 december 2011. Arkiverad från originalet den 1 oktober 2018. https://web.archive.org/web/20181001104144/http://www.syke.fi/sv-FI/Aktuellt/Pressmeddelanden/Landskapssjoarna_har_utsetts(2922). Läst 2 oktober 2018.
4. ↑  Iso Tietosanakirja 10, Kustannusosakeyhtiö Otava, Helsingfors 1936
5. ↑  ”Arkiverade kopian”. Arkiverad från originalet den 21 juni 2001. https://archive.is/20010621170518/http://www.kotus.fi/julkaisut/ikkunat/2000/kielii2000_12.shtml. Läst 6 november 2006.